# Елена Топия
Елена Топия (упомянута в 1388—1403 годах) — албанская принцесса из рода Топия, правительница Круи (1388—1392, 1402—1403).

## Биография
Дочь албанского князя Карла Топия (ум. 1388). Она была замужем за венецианским дворянином Марко Барбариго.
В 1388 году после смерти своего отца Елена Топия унаследовала замок Круя с окружающим районом. Её соправителем стал муж Марко Барбариго (ум. 1428). Они признавали вассальную зависимость от Венецианской республики.
В 1392 году в результате военных действий между Марко Барбариго и её двоюродным братом Никитой Топия последний напал на Крую и захватил крепость. Елена с мужем бежала в княжество Зету, где была принята своими родственниками из династии Балшичей.
В 1394 году Константин Балшич, назначенный султаном правителем Круи, женился на Елене Топия. В 1402 году османский вассал Константин Балшич, претендовавший на княжеский престол Зеты, был убит в Драче венецианскими агентами.
В 1403 году Никита Топия захватил Крую у Елены.